# 15139 Коннормкарті
15139 Коннормкарті (15139 Connormcarty) — астероїд головного поясу, відкритий 9 березня 2000 року.
Тіссеранів параметр щодо Юпітера — 3,341.